# BioShock (jeu vidéo)
BioShock est un jeu vidéo de tir en vue à la première personne développé par 2K Boston/2K Australia et conçu par Ken Levine pour l'éditeur américain 2K Games sur le moteur Unreal Engine 2. Il sort sur Xbox 360 et Windows en août 2007. Le titre est porté par 2K Marin et Digital Extremes sur PlayStation 3 en octobre 2008, puis par Feral Interactive sur OS X en février 2009. Il est ensuite porté sur Nintendo Switch en septembre 2016 dans la collection BioShock: The Collection.
Le jeu prend place en 1960. Le personnage incarné par le joueur se nomme Jack. Seul survivant d'un accident aérien en pleine mer, il découvre la ville sous-marine de Rapture construite par le  mégalomane milliardaire Andrew Ryan au lendemain de la Seconde Guerre mondiale afin d'y réaliser ses rêves les plus fous d'une société utopique, loin de toute morale extérieure.
Le jeu est présenté par ses développeurs comme le « descendant spirituel » d'un de leurs précédents titres, System Shock 2. L'ambiance est principalement art déco avec une forte inspiration steampunk et dieselpunk.
L'accueil critique du titre a été particulièrement enthousiaste : les journalistes louant particulièrement un univers original et immersif, une narration bien intégrée dans le gameplay, l'intégration de choix moraux en cours de partie, ainsi que la réflexion autour de la pensée objectiviste. Les ventes du jeu atteignent environ 3 millions d'unités écoulées en juin 2009. Ce succès pousse l'éditeur à développer la licence : en février 2010 sort une suite, BioShock 2, dès lors Take-Two Interactive envisage la possibilité d'un film,. Le troisième opus, BioShock Infinite sorti en 2013, ne se déroule plus dans la cité sous-marine de Rapture mais dans la ville céleste nommée Columbia. Une compilation des trois opus de la série en version remastérisée, intitulée Bioshock: The Collection, est sorti en 2016 sur Microsoft Windows, PlayStation 4 et Xbox One, puis en 2020 sur Nintendo Switch.

## Trame

### Généralités
L'entièreté du jeu se déroule dans la ville sous-marine fictive de Rapture appartenant à un milliardaire et située dans l'océan Atlantique. Baptisée le 5 novembre 1946, la ville ouvre en 1951. Reprenant le style art déco, la ville est composée de nombreux gratte-ciels dans lesquels il y a des magasins, bars, entreprises et divers services. Pour connecter la ville, des bathyspheres et l'Atlantic Express train sont mis à disposition. Grâce à ses arbres, le parc Arcadia permet de générer de l'oxygène.
L'économie de la ville se base sur l'objectivisme. Ainsi, le marché est un libre marché dans lequel les travailleurs doivent être récompensés pour leur « dur labeur », tandis que les « parasites » doivent être écartés à causes des restrictions qu'ils imposent.
Découvert dans une limace de mer, l'ADAM permet de réécrire le code génétique de n'importe quel individu. Utilisé sous forme de sérum appelé Plasmides, l'ADAM sert notamment à donner des pouvoirs,. L'ADAM possède des effets secondaires, provocant notamment la démence et des mutations. Afin d'accélérer la production d'ADAM, il a été décidé d'implanter des limaces de mer dans des petites filles — en général kidnappées — appelées Petites Sœurs,. Ayant une allure de zombie, elles drainent grâce à une seringue les corps de la cité accompagnées de leurs protecteurs, les Big Daddies. Immense et arborant une combinaison ressemblant à un scaphandre, ces derniers sont originellement censés entretenir la ville, d'où le fait qu'ils ont une foreuse et un pistolet à rivets.
Le 31 décembre 1958, une guerre civile éclate, accélérant la chute de Rapture devenue une dystopie. Peu de temps après, le marché des Plasmides est devenu ouvert pour les citoyens afin qu'ils puissent se défendre, mais la quasi-intégralité sont devenus des junkies appelés Chrosômes (Splicers), rodant dans la cité.

### Personnages
Légende entre parenthèses : Comédiens d'après le site Internet Movie Database et le générique de fin.
La ville appartient à Andrew Ryan (Armin Shimerman), anciennement Andrei Rianofski, né sous l'empire de Russie en 1882 à Minsk, il échappe aux Bolcheviks et part pour les États-Unis dans les années 1930. Faisant succès dans l'industrie de l'acier, il devient le plus jeune milliardaire du pays.
Grâce à la radio, Jack est guidé par Atlas (Karl Hanover (en)). Il demande à Jack de l'aider à sauver sa famille. Jack est également en contact avec la généticienne biélorusse Brigid Tenenbaum (Anne Bobby (en)), une survivante des camps de concentration nazis qui a assisté certains scientifiques présents,. C'est elle qui découvre l'ADAM et qui est une des responsables de la création des Petites Sœurs (Juliet Landau),. Elle s'associe avec le contrebandier Frank Fontaine (Greg Baldwin) qui a créé de faux orphelinats afin de récupérer des petites filles pour ses expériences. Prise de remords, elle tente de les sauver.
Jack rencontre également la botaniste Julie Langford (Susanne Blakeslee), responsable du parc d'Arcadia[réf. nécessaire], l'artiste Sander Cohen (T. Ryder Smith (en)) qui réside à Fort Frolic ainsi que le Dr J.S. Steinman, (Peter Francis James (en)) et Peach Wilkins (Michael Villani)[réf. nécessaire].
Outre les personnages avec lesquels Jack a des interactions, de nombreux enregistrements permettent de connaitre les histoires de plusieurs citoyens de la ville comme celle du Dr Yi Suchong (James Yaegashi (en)), le créateur des Big Daddies[réf. nécessaire](Stephen Stanton (en)) ou encore celle de Diane McClintock (Miriam Shor), la copine de Ryan.

### Résumé

#### Introduction

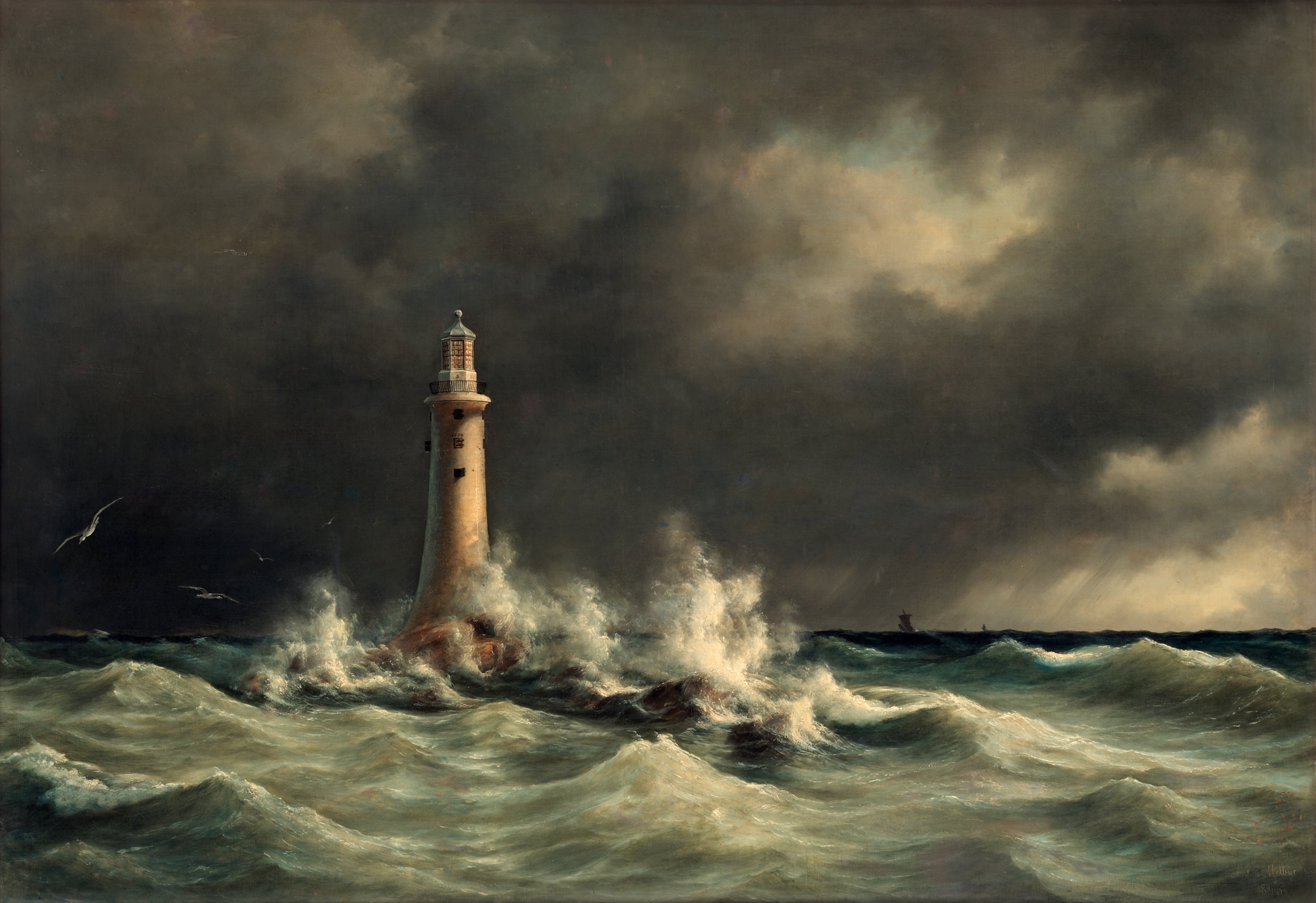
Après le crash de l'avion dans lequel il se trouvait, Jack se retrouve dans l'océan Atlantique avec rien aux alentours, sauf un phare.

Au commencement du jeu, Jack, le personnage incarné par le joueur, est seul rescapé à bord d'un avion qui s'abîme en mer à la suite d'un accident dans l'océan Atlantique (63° 02′ N, 29° 55′ O). Les faits se déroulent en 1960, après l'effondrement du modèle de société créé à Rapture, ville utopique fondée par Andrew Ryan, où la science n'est pas soumise aux règles éthiques et les artistes aux censeurs. Manquant de se noyer, Jack nage jusqu'à un proche îlot surmonté d'un phare à l'intérieur duquel il découvre une bathysphère. Il s'y engouffre et s'enfonce dans les profondeurs de l'océan pour découvrir Rapture. Jack est alors contacté via une radio par différents personnages :
- Atlas, qui affirme avoir besoin de lui pour sauver sa femme et son fils de Rapture, en échange de quoi, il le guidera à travers la ville[23],[17]. Atlas confie à ce dernier que le seul moyen de survie dans ce milieu fortement hostile est d'utiliser les facultés extraordinaires procurées par les plasmides et qu'il doit à tout prix trouver les Petites Sœurs afin d'extraire l'ADAM du parasite qui les occupe ;
- Le Dr Tenenbaum, qui le supplie, au contraire, d'épargner les Petites Sœurs. Elle lui explique comment se débarrasser des parasites pour permettre aux petites filles de survivre, et lui promet de le récompenser s'il décide de l'écouter. Le joueur est ainsi confronté à un choix qui lui permet d'explorer le scénario du jeu de deux manières différentes ;
- Andrew Ryan, fondateur de Rapture, qui voit ce rescapé comme un intrus à éliminer. Ryan aura ainsi recours aux systèmes de surveillance automatiques et à une horde de chrosômes (splicers dans la version originale) contrôlés par des phéromones pour l'abattre.

#### Déroulement

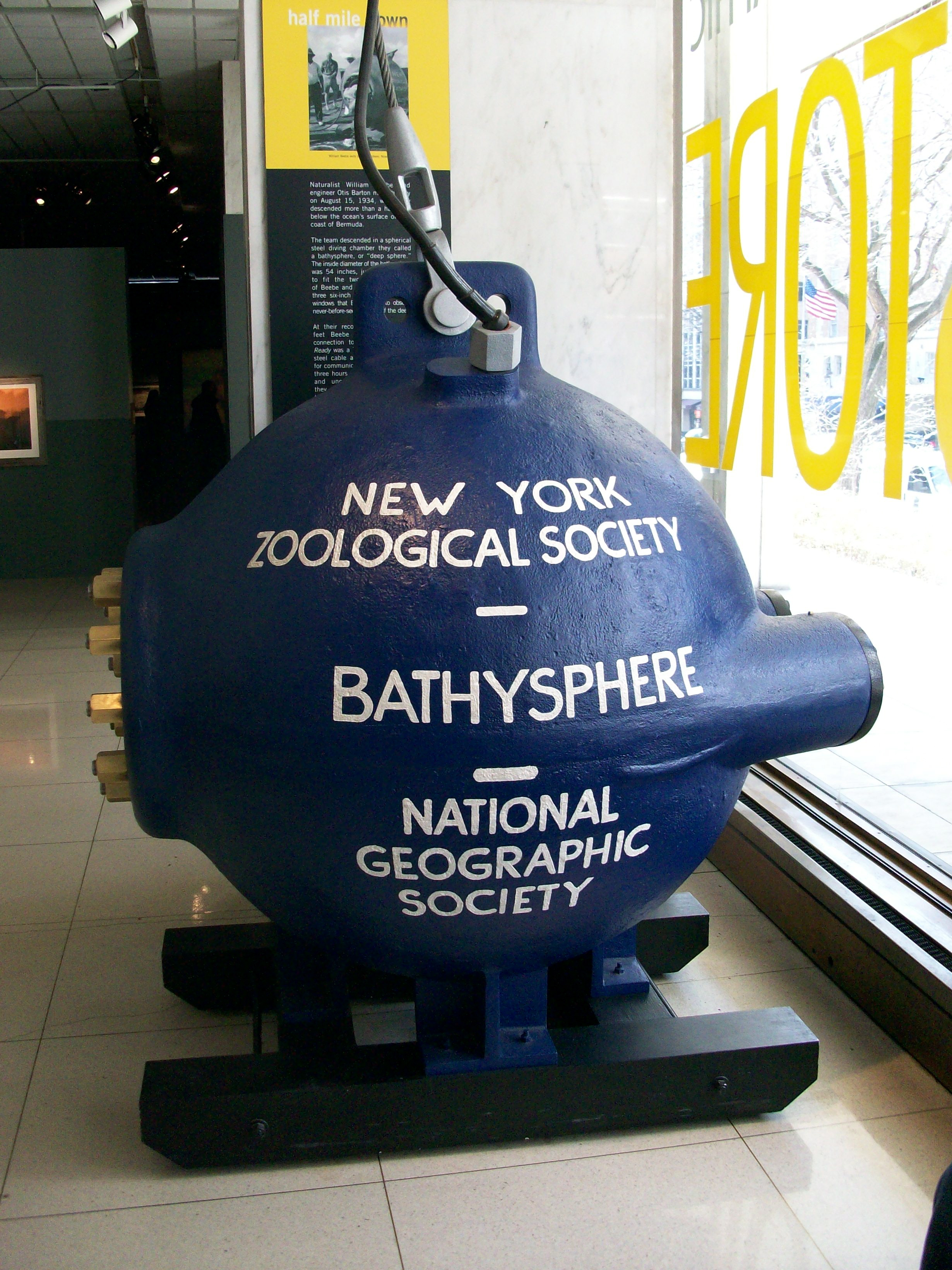
La bathysphère exposée au National Geographic Museum de Washington DC.

Tout au long de son périple dans la ville sous-marine, Jack découvre le tragique destin et l'historique de Rapture par le biais d'enregistrements audio magnétiques, au travers de flashs visuels du passé mettant en scène des fantômes, et lors d'annonces radio de divers intervenants.
Alors que Jack atteint finalement le sous-marin censé abriter la famille d'Atlas, celui-ci est détruit par les chrosômes de Ryan. Excédé, Atlas exhorte alors Jack à trouver et abattre Ryan.

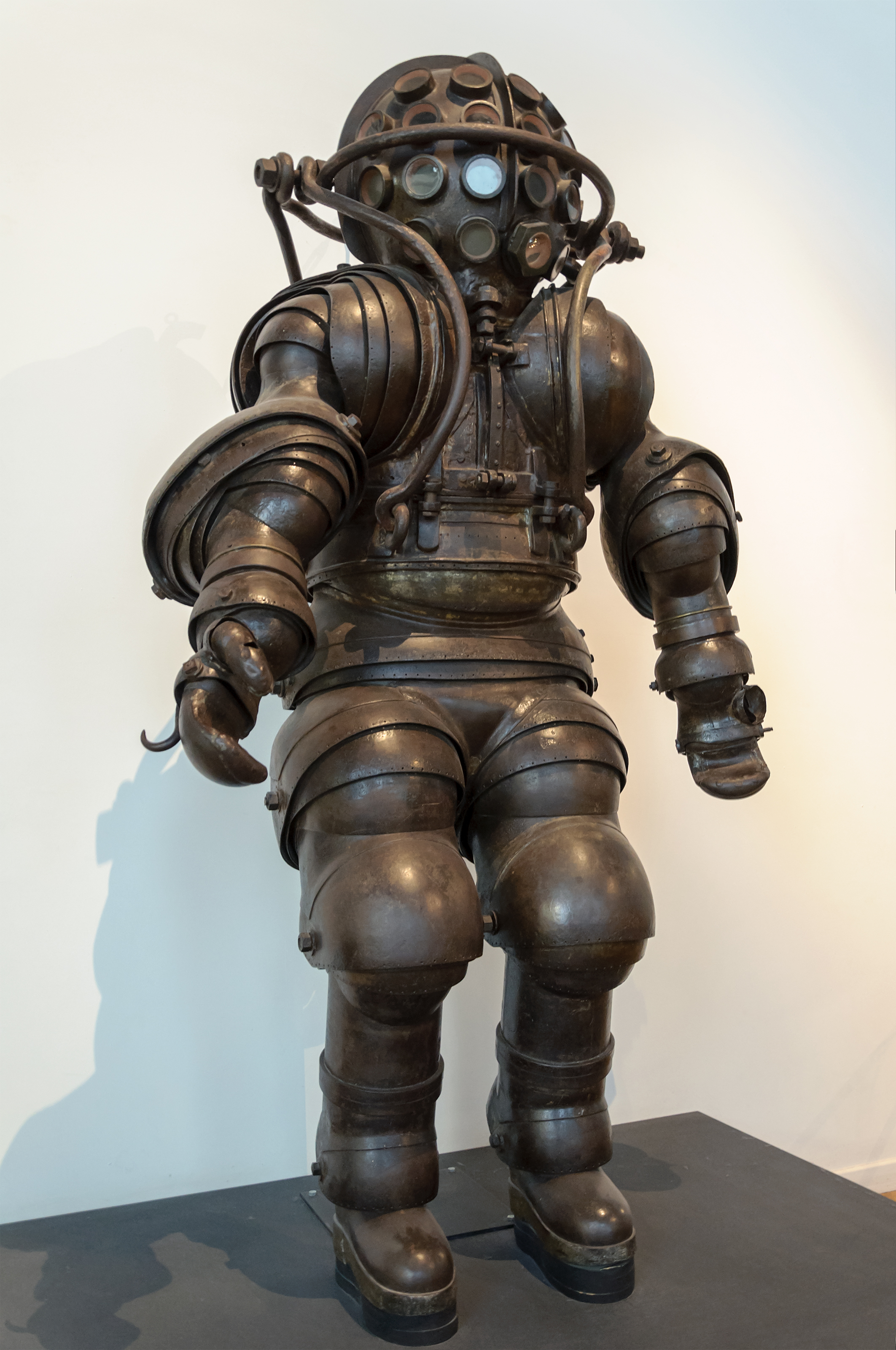
Le scaphandre d'Alphonse et Théodore Carmagnolle inventé en 1882, similaire à celui des Protecteurs (Musée national de la Marine, Paris).

Lorsque Jack trouve enfin le bureau d'Andrew Ryan, ce dernier n'offre aucune résistance et lui révèle les raisons réelles de sa présence à Rapture : Jack est en réalité né à Rapture deux ans auparavant, modifié génétiquement pour atteindre rapidement l'âge adulte. Il est le fils illégitime de Ryan, né d'une aventure avec Jasmine Jolene, une danseuse. Ryan informe ensuite Jack qu'il a été conditionné pour obéir à l'écoute d'ordres précédés de la formule « je vous prie » (« would you kindly » en version originale) et envoyé à la surface pour le mettre hors de portée de Ryan. Une fois le conflit entre Ryan et Atlas dans l'impasse, des instructions furent envoyées à Jack pour qu'il embarque à bord de l'avion afin d'en provoquer le crash à proximité du phare et devenir l'homme de main d'Atlas. Calmement, Ryan apporte la preuve de son discours en usant de l'injonction clé « je vous prie », Jack réalise alors qu'Atlas y a recours depuis le début,. Ryan confie alors à Jack un club de golf et lui ordonne de le frapper à mort afin de mourir selon sa propre volonté. Andrew Ryan mort, Atlas obtient le contrôle total de Rapture et révèle finalement son identité réelle : Frank Fontaine. Fontaine n'a alors plus besoin de Jack et l'abandonne à une mort certaine, sous les tirs des robots de sécurité de Rapture. Jack est alors secouru par le Dr Tenenbaum et les Petites Sœurs qui le guident vers le système de ventilation pour s'échapper. Mais pendant qu'il emprunte l'un des conduits de ventilation, ce dernier se brise, entraînant Jack dans une chute qui le laisse inconscient plusieurs heures.
À son réveil, le Dr Tenenbaum a déjà commencé le travail pour guérir Jack du conditionnement psychologique dont il est victime : il n'obéira plus à Fontaine, mais ce dernier est encore capable de menacer la santé de Jack en contrôlant son rythme cardiaque. Jack est alors guidé par Tenenbaum pour obtenir les remèdes qui le libéreront totalement de l'emprise de Fontaine. Une fois guéri il a désormais pour objectif de dénicher Fontaine. Le docteur lui suggère que le seul moyen d'y parvenir est de revêtir l'équipement des Big Daddies, protecteurs des Petites Sœurs, et d'en obtenir les caractéristiques physiques : voix et odeur. Devenir un Protecteur permet à Jack de gagner la confiance des Petites Sœurs, ainsi l'une d'elles lui ouvrira les portes qui le mèneront à Fontaine. Jack rencontre donc finalement « Atlas » Frank Fontaine. Ce dernier s'est injecté une grande quantité d'ADAM, le héros doit alors affronter un être devenu un monstre humain. Fontaine, affaibli par les assauts répétés de Jack, est achevé par les Petites Sœurs à grands coups de seringues collectrices d'ADAM. Le jeu se termine sur cette scène.

#### Épilogue
Le choix de moralité imposé au joueur conduit à deux issues narratives possibles chacune racontée par le Dr Tenenbaum à la manière d'un épilogue. Si le joueur a choisi de sauver la vie de chaque Petite Sœur rencontrée, on apprend qu'elles ont accompagné Jack dans son retour à la surface et ont pu vivre heureuses en n'oubliant jamais qui était leur sauveur. Le ton est celui d'un happy end. Si, par contre, le joueur a choisi de récolter l'Adam d'au moins une Petite Sœur, donc de la tuer, on découvre que Jack, après avoir vaincu Fontaine, se retourne vers elles afin de les tuer et de récolter leur ADAM. La voix du Dr Tenenbaum narre ce qui survient, déplorant le choix de Jack. Plus tard, on voit un sous-marin découvrant l'épave de l'avion crashé au début du jeu, des bathysphères apparaissent alors et les chrosômes à leur bord abordent et prennent le contrôle du sous-marin et surtout de ses têtes nucléaires.

## Système de jeu
Le joueur incarne Jack (en vue subjective) qui doit survivre dans l'environnement hostile de Rapture à l'aide d'armes et de plasmides qui lui confèrent des pouvoirs surhumains, tels que la télékinésie ou encore la capacité d'électriser à distance des systèmes électroniques et des êtres vivants.
Les systèmes optiques de sécurité (caméras, tourelles offensives) sont omniprésents, il est possible de les détruire à l'aide des armes à disposition ou bien encore de les pirater pour contourner leur utilisation à l'avantage de Jack. Le piratage, qui s'effectue au travers d'un mini-jeu mettant en scène des conduits de canalisation, peut également être réalisé sur des stations de soins, des distributeurs automatiques, des portes sécurisées et des coffres-forts.

### Ressources
Le joueur doit collecter différentes ressources au cours du jeu : l'ADAM, l'EVE et de l'argent (en dollars) :
- L'ADAM est un mutagène qui facilite la mutation génétique de son utilisateur. Il peut ainsi être échangé auprès de machines automatiques appelées « Jardin des Glaneuses » (en anglais « Gatherers Gardens », en référence aux Petites Sœurs) contre des plasmides, un accroissement de la jauge de santé, de la jauge d'EVE ou de nouveaux emplacements pour l'activation de plasmides[C 2]. L'ADAM peut être amassé de différentes manières, la principale consiste à le récolter auprès des Petites Sœurs après avoir vaincu leur Protecteur surnommé « Big Daddy », un être humain génétiquement modifié, lourdement armé et revêtu d'un scaphandre[C 1] ;
- L'EVE est en quelque sorte le carburant pour l'utilisation des plasmides (la jauge d'EVE fonctionne à la manière des jauges de magie ou de mana dans d'autres jeux vidéo). L'EVE se récupère sous forme de doses stockées dans des seringues. Il est possible de les acheter auprès des distributeurs automatiques ou bien de les trouver, dissimulées dans le dédale de Rapture ;
- L'argent permet d'acheter de l'équipement (munitions, kits de soin, seringues d'EVE, etc.) ou de détourner les différents systèmes de sécurité offensifs.

C'est dans le système proposé pour la récolte de l'ADAM que le gameplay de BioShock impose au joueur un choix de moralité : le joueur peut choisir de sauver les Petites Sœurs (et voir sa jauge d'ADAM s'accroître de 80 unités) ou bien de les tuer pour récolter une quantité d'ADAM doublée. Chacune de ces deux options a ses avantages et son incidence directe sur le déroulement de l'histoire.

### Évolution du personnage
Pour évoluer et s'adapter, Jack peut échanger de l'ADAM contre des plasmides (ou récupérer ceux qui sont éparpillés dans Rapture). Ces plasmides entrent dans 4 catégories distinctes : les plasmides, les fortifiants physiques, les fortifiants de manufacture, les fortifiants de combat. Ils permettent l'amélioration des performances physiques du personnage, sa compétence de piratage et la puissance de ses pouvoirs. Ces plasmides ne peuvent être tous équipés en même temps, et le joueur devra choisir la configuration la plus utile selon la phase de jeu à laquelle il doit faire face. Cette sélection s'effectue auprès des « gènothèques », appareils qui permettent d'activer jusqu'à 6 plasmides par catégorie.
La plupart des plasmides altèrent l'apparence physique du joueur ce qui accentue l'impression de la perte d'humanité du personnage. Ainsi, le plasmide d'incinération provoque de sévères brûlures aux mains du personnage (seules parties du corps visibles à l'écran) et génère des flammes aux extrémités des doigts. Cependant les effets sont réversibles et lorsque le personnage s'équipe d'une arme, ces effets disparaissent. En tout, il existe plus de 70 plasmides différents.

### Évolution de l'armement
Rapture est parsemé de machines appelées « Power to the people machines » dont l'usage unique permet la personnalisation des armes à feu dans l'optique d'améliorer leurs performances. Les ressources et munitions étant limitées, le joueur est incité à l'économie et à la fouille minutieuse des recoins du jeu. Chaque arme du jeu peut recevoir trois types distincts de munition.
Les armes et leurs différentes munitions sont les suivantes:

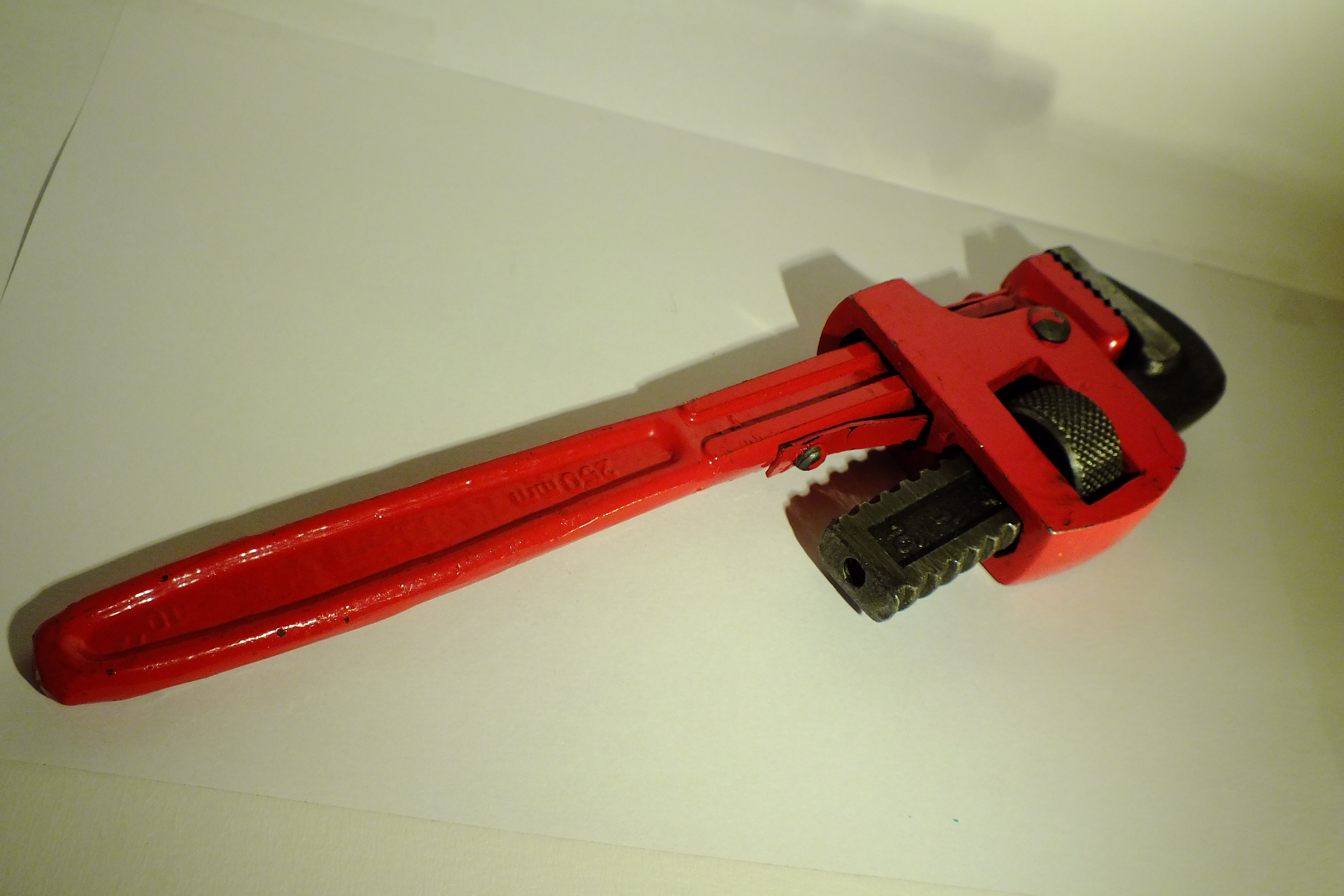
Une clé serre tube similaire à celle utilisée par le héros du jeu.

- La clé serre tube, première arme du jeu ;
- Le pistolet (munition standard, munition perforante, munition antipersonnel) ;
- La mitrailleuse (munition standard, munition perforante, munition antipersonnel) ;
- Le fusil à pompe (chevrotine 00, chevrotine ionique, chevrotine explosive) ;
- Le lance-grenades (grenade à fragmentation, mine de proximité, grenade à infrarouge) ;
- L'appareil photo (pellicules) ;
- Le lanceur chimique (napalm, azote liquide, précipité ionique) ;
- L'arbalète (carreau à pointe d'acier, carreau piégé, carreau incendiaire).

L'appareil photo est utile pour l'analyse des ennemis. Les photos des différentes types d'ennemis permettent d'améliorer les compétences au combat et la capacité de certains plasmides. La qualité de la photo (cadrage, nombre de sujets, netteté) est récompensée par un gain d’expérience accru.
Le joueur a accès à divers types de machines automatiques : 
- les postes « ManuFact U-Invent » qui permettent de recycler divers objets amassés en munitions et outils ;
- les distributeurs « Circus of Values » ou « Farandole des Prix » qui proposent l'achat de biscuits, kits de survie, munitions et seringues d'EVE ;
- les distributeurs « El Ammo Bandito! » pour la vente exclusive d'armement ;
- les postes de soin qui permettent de récupérer la santé pour 16 $. Piraté, le coût de guérison est 10 $ et blesse les ennemis au lieu de les soigner. Les détruire offre parfois des trousses de soins ;
- les panneaux de sécurité qui permettent de stopper une alarme pour 20 $.

Toutes ces machines peuvent être piratées pour abaisser le coût et permettre l'accès à certains objets (sauf les panneaux de sécurité, et les postes « ManuFact U-Invent » qui, si piratés, permettent de "recycler" pour un coût en ressources plus faible).
Chaque fois que le personnage meurt, il est réincarné dans la « Vita-Chambre » la plus proche du lieu de son décès. La progression du jeu est alors identique à celle précédant la mort de Jack.

## Développement

### Scénario
À l'origine, BioShock avait un scénario différent de ce qu'il est aujourd'hui. Le personnage principal était censé être un « redresseur de pensées », un homme capable de délivrer les gens de l'emprise d'un culte et de les astreindre à adopter une certaine discipline morale et psychologique. Ken Levine cite un exemple de ce qu'un redresseur de pensées fait lorsque « des gens louent leurs services afin que leur fille qui entretient des relations lesbiennes revienne dans le droit chemin. Le redresseur de pensées kidnappe et les "reprogramme", c'est vraiment quelqu'un de sombre et c'est le genre de personnage que vous étiez supposé incarner ». Le déroulement de l'histoire aurait été davantage impliqué politiquement, les services de ce personnage auraient été loués par un Sénateur. Le gameplay est similaire à ce que fut la première mouture du jeu mais le scénario a été radicalement modifié, Irrational Games décidant de faire du game design l'élément principal du jeu, selon Levine. Il ajoute que « son intention n'a jamais été de proposer deux fins différentes pour le jeu. C'est survenu assez tard dans le développement et c'est quelque chose qui a été proposé par quelqu'un de plus haut placé ».

### Moteur de jeu et technique
Le jeu a tout d'abord été développé sur le moteur du jeu Tribes: Vengeance, version modifiée de l'Unreal Engine 2.5 à l'instar des précédents jeux d'Irrational Games (SWAT 4 et SWAT 4: The Stetchkov Syndicate). Dans une interview donnée en mai 2006, Levine annonce le passage à un moteur 3D Unreal Engine 3.0 modifié. Il souligne l'amélioration des effets de l'eau dont il annonce un rendu impressionnant : « nous avons recruté exclusivement pour ce jeu un artiste et un programmeur pour les aspects spécifiques propres aux effets de l'eau, ils déchirent tout, vous n'avez jamais vu de tels rendus d'eau ». Cette amélioration graphique a très bien été accueillie par la presse : GameSpot dira d'ailleurs « qu'il s'agisse d'eau stagnante ou d'eau de mer s'écoulant après une explosion, ça vous scotchera chaque fois que vous le verrez ». La version Windows pour PC de BioShock est capable de gérer le contenu de Direct3D 10 (DirectX 10) si le système correspond aux recommandations matérielles mais il fonctionne également sous DirectX 9. Le rendu visuel diffère un peu entre les deux API, notamment la gestion de l'eau,, mais cela ne gène aucunement le déroulement du jeu.
D'abord démenti par Ken Levine, le développement du jeu sur PlayStation 3 a été confirmée le 22 mai 2008.
Chris Kline, programmeur en chef du titre, qualifie BioShock comme étant « grandement multithreadé » puisque les tâches suivantes fonctionnent séparément :
- Simulation update (1 thread)
- UI update (1 thread)
- Rendering (1 thread)
- Physics (3 threads sur Xenon, 1 to TBD sur PC)
- Audio state update (1 thread)
- Audio processing (1 thread)
- Texture streaming (1 thread)
- File streaming (1 thread)

BioShock a également recours au moteur Havok pour l'amélioration des interactions physiques dans le jeu (collisions, cinématiques) et qui permet des mouvements plus naturels des éléments de l'environnement.

### Musique

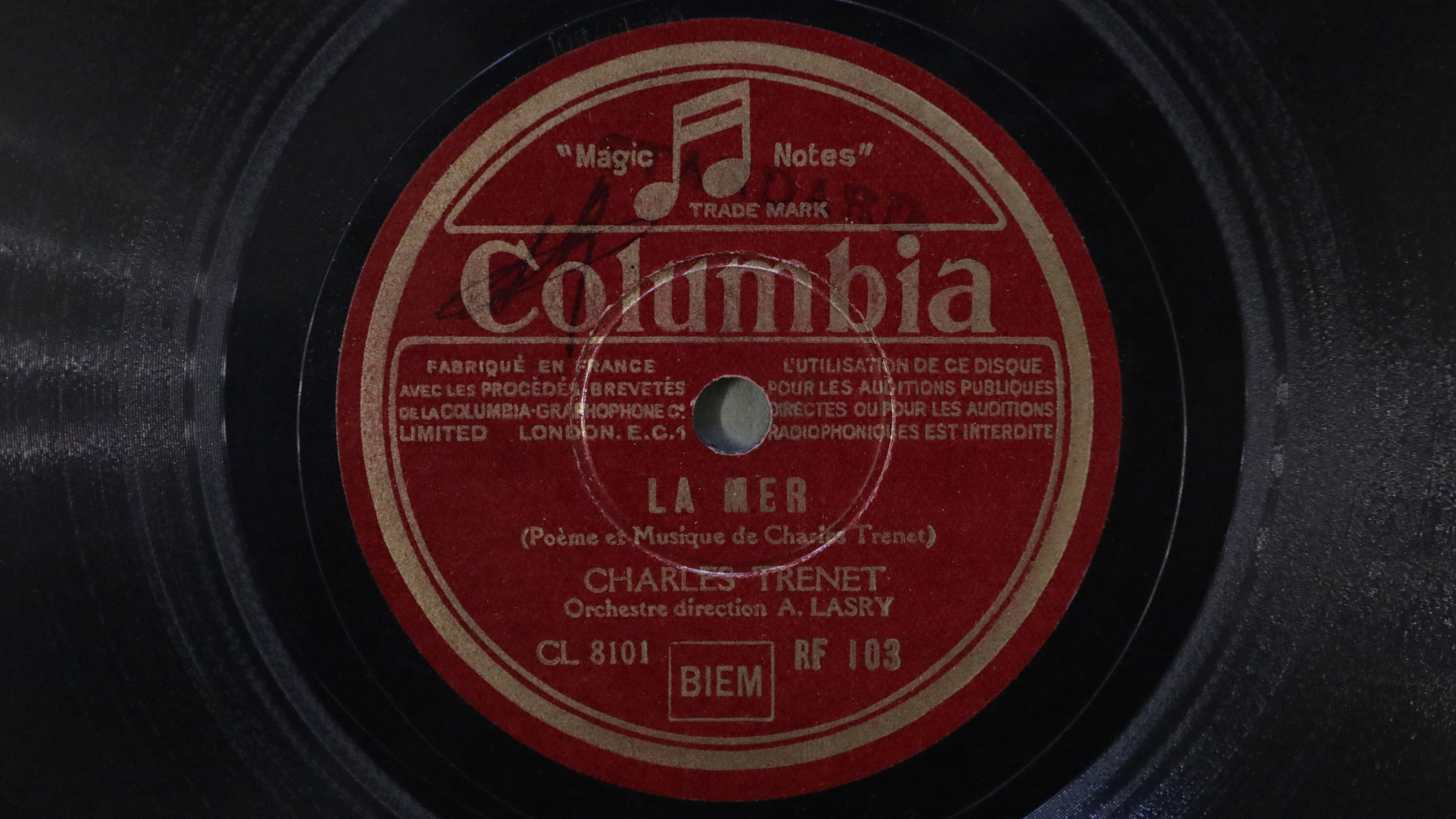
En entrant dans le phare, il est possible d'entendre une version instrumentale de la chanson La Mer de Charles Trenet.

La bande son de BioShock est issue de musiques sous licence des années 1930, 1940 et 1950, ainsi que d'une partition orchestrale originale composée par Garry Schyman.
Une sélection de titres au format MP3 est mise en ligne sur le site officiel de 2K Games le 24 août 2007. La bande son téléchargeable dispose de 12 pistes du jeu.
La bande son intégrale de BioShock a été recueillie sur un disque vinyle inclus dans l'édition spéciale de BioShock 2. Il dispose de presque tous les morceaux de la partition téléchargeable, à l'exception de "The Dash", ainsi que d'autres titres inédits.

### Distribution
Une démo du jeu est disponible sur le Xbox Live depuis le 12 août 2007, la démo PC depuis le 20 août 2007 et la démo PS3 disponible sur PlayStation Store depuis le 9 octobre 2008. Elle contiennent les 45 premières minutes du jeu et comprennent la scène cinématique d'introduction qui pose les bases de l'intrigue.
Pour que le joueur se rende mieux compte des possibilités du jeu, la démo propose davantage de plasmides et d'armes dès le début et des bots de sécurité présents plus tôt. Durant les neuf premiers jours, le nombre de téléchargements a surclassé l'ensemble des démos précédemment parues sur le Xbox Live Marketplace, la démo de BioShock devint alors la démo à y atteindre le plus rapidement le million de téléchargements,.
Le 6 septembre 2007, la version Xbox 360 s'est vue complétée d'une mise à jour pour l'amélioration de la stabilité globale du jeu, notamment lors des chargements et des sauvegardes automatiques. Les joueurs connectés au Xbox Live furent obligés de mettre à jour leur version au démarrage. Cette mise à jour a été critiquée pour avoir introduit plusieurs problèmes, dont des plantages intempestifs, des baisses de framerate et des problèmes audio.
Le 4 décembre 2007, un patch pour la version Windows ainsi qu'un pack gratuit de contenu pour Xbox 360 sont parus. En sus de la correction de bugs, ces fichiers proposent de nouveaux plasmides et une option pour la désactivation des Vita-Chambres.

### Équipe
- Creative Director, producteur exécutif : Ken Levine
- Lead Designer : Paul Hellquist
- Artist : Mauricio Tejerina
- Designer/Writer : Alexx Kay
- Design : Dorian Hart, Jean-Paul LeBreton, Shawn Robertson
- Lead Programmer : Chris Kline
- Project Lead : Alyssa Finley
- Producteur associé : Joe Faulstick
- Audio Director : Emily Ridgway
- Art Director : Scott Sinclair
- Compositeur de la bande originale : Garry Schyman[55]

## Dispositif anti-piratage
À sa sortie, la version PC du jeu contenait un dispositif anti-piratage nommé SecuROM qui limitait le nombre d'installations du jeu par un contrôle via internet. La polémique suscitée par ce type de sécurité qui pénaliserait plus les acheteurs que les pirates a finalement eu raison du système anti-copie, l'éditeur ayant mis en ligne, un patch réactivant les clés numériques déjà utilisées.

## Réception

### Critiques

#### Généralités
Le jeu a reçu un excellent accueil critique avec un score de 96 % pour 88 critiques comptabilisées sur Metacritic pour la version Xbox 360.
Par exemple le journaliste de GameSpy a écrit : « À quelques détails près, BioShock est un triomphe, un chef-d’œuvre absolu auquel doivent jouer tous ceux qui s'intéressent aux jeux vidéo. C'est une chose qui rend le jeu vidéo meilleur, pas uniquement pour les FPS mais pour le jeu vidéo en général. »,.
Ou celui de 1UP.com : « La vérité est que je n'avais jamais été si émotionnellement impliqué dans une mission d'escorte auparavant. Les jeux ne justifient normalement pas le genre de discussions que j'ai eu au sujet de BioShock. C'est quelque chose de spécial. »,.
Gamekult est également élogieux : « Il y aura un avant et un après BioShock. Brillant, superbement conçu, intelligent, le titre d'Irrational Games est une véritable expérience, qui se révèle graduellement au sein d'un monde ludique comptant parmi les plus recherchés et les plus convaincants jamais conçus. Mariant de la plus belle façon qu'il soit le gameplay et la narration, il s'agit d'un de ces titres qu'on attend comme le Messie et qui, non content d'incarner la cristallisation des attentes de nombreux joueurs, parvient à les surpasser avec maestria. Une réussite magistrale. »,.

#### Ambiance
Le journaliste de 1UP.com considère le Big Daddy comme l'« âme de BioShock » tandis que dans plusieurs articles, IGN parle de son admiration pour ce personnage, écrivant notamment « Peu d'ennemis inspirent une telle combinaison d'émerveillement et de terreur chez les joueurs que le colossal Big Daddy. »,.
La cité de Rapture est pour The New York Times « une création fascinante » dont la traversée est « à la fois merveilleuse et dérangeante »,.
Pour l'ambiance sonore, Dinowan de Jeuxvideo.com explique : « De manière générale, Bioshock profite de l'une des meilleures bandes-son qu'on ait entendue depuis des lustres ». Pour Game Informer : « La musique classique, les enregistrements vocaux obsédants et le son de la folie se mélangent pour créer une gamme de sons étranges et intimidants. L'ambiance sonore est également d'un niveau supérieur à celui que vous entendez habituellement »,.
Les comédiens ont également reçu de nombreuses louanges pour leurs performances, comme le montre GameSpot : « La performances des comédiens[...] contribuent à donner à l'histoire un impact émotionnel qui manque à la plupart des jeux. »,,,. Pour IGN, Armin Shimerman est « une joie à entendre » dans le rôle d'Andrew Ryan.

### Récompenses
Lors de l'E3 2006, BioShock a été récompensé plusieurs fois comme « Jeu du salon » par différents sites de jeux vidéo, notamment GameSpot, IGN ou GameSpy.
BioShock a reçu le prix du meilleur jeu Xbox 360 à la Games Convention 2007. Après la sortie du jeu, les Spike Video Game Awards 2007 sélectionnent BioShock comme jeu de l'année, meilleur jeu Xbox 360, et meilleure partition musicale, et le nominent pour quatre prix : meilleur jeu de tir, meilleurs graphismes, meilleur jeu sur PC, et meilleure bande son,. Le jeu remporte aussi le BAFTA 2007 du meilleur jeu vidéo.

### Ventes
Le Wall Street Journal a rapporté que les actions de Take-Two ont bondi de près de 20 % dans la semaine suivant les critiques très favorables. Selon le président de Take-Two Interactive, Strauss Zelnick, le jeu s'est vendu à plus de 3 millions d'exemplaires dans le monde au mois de juin 2009. En mars 2010, BioShock s'était écoulé à plus de 4 millions de copies,.
Dans une interview, Roy Taylor, le vice-président du Content Business Development de Nvidia a déclaré que la version PC du jeu vidéo a été vendue a plus d'un million d'exemplaires. Sur consoles, les ventes sont estimées selon VG Chartz à 2,83 millions d'exemplaires sur Xbox 360 et à 1,44 million d'exemplaires sur PlayStation 3.

### Reconnaissance artistique
BioShock a reçu des éloges pour son style artistique et son scénario captivant. Dans leur livre, Glen Creeber et Royston Martin effectuent une étude de cas sur BioShock comme analyse critique des jeux vidéo en tant que médium artistique. Ils saluent le jeu pour ses graphismes, sa bande son, et sa capacité à engager le joueur dans l'histoire. Les auteurs considèrent BioShock comme un signe de « maturité » des jeux vidéo en tant que médium artistique.
Le jeu a été choisi comme l'un des 80 jeux affichés au Smithsonian American Art Museum à l'occasion de l'exposition « L'Art des jeux vidéo » du 16 mars 2012,.

## Postérité

### Suites
Le 9 février 2010, sort BioShock 2 développé par 2K Marin. Si l'action se déroule toujours à Rapture, elle prend place dix ans après les évènements du premier volet. Le joueur incarne cette fois-ci un Big Daddy qui est à la recherche de la Petite Sœur qu'il devait protéger, Eleanor.
Troisième volet, BioShock Infinite sort le 26 mars 2013 et change complétement le cadre de la franchise puisque l'histoire prend place en 1912 et délaisse la ville sous-marine de Rapture pour faire découvrir la ville flottante de Columbia. Le joueur incarne Booker DeWitt, un ancien détective privé de la Pinkerton National Detective Agency, qui a pour mission de retrouver une jeune femme, Elizabeth, afin d'éponger ses dettes,.

### BioShock: Rapture
En 2011, un roman titré BioShock: Rapture et écrit par John Shirley servant de préquel est publié.

### Adaptation cinématographique
Le 15 février 2022, la plateforme de vidéo à la demande par abonnement Netflix, annonce une adaptation cinématographique du jeu. Le réalisateur Francis Lawrence est annoncé sur le projet en août 2022.

## Analyse

### L'objectivisme d'Ayn Rand

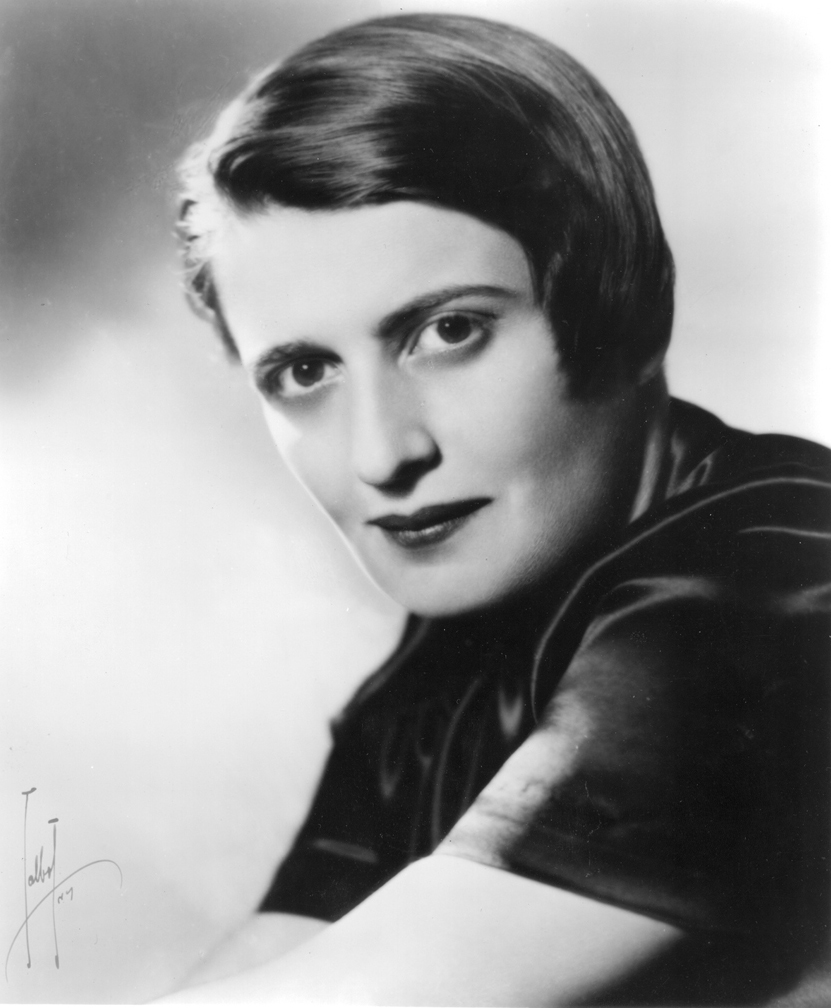
En développant l'objectivisme, la philosophe et romancière Ayn Rand a grandement inspiré les fondements de Rapture.

En réponse à une interview du site web IGN au sujet de ce qui a influencé le scénario, Levine a affirmé : « J'ai lu des bouquins de Ayn Rand et George Orwell et tout un tas d'œuvres utopiques et dystopiques du XXe siècle que j'ai réellement trouvées fascinantes ». Lors de l'interview pour les bonus du jeu, il mentionne La Source vive —  dont le titre original, The Fountainhead, donne son nom à Frank Fontaine — et explique « J'ai surtout pensé que c'était une histoire intéressante[...] mais j'ai adoré les dialogues et le genre de discours qu'il contient. Vous pouvez voir un personnage de jeu vidéo parler avec ce genre de certitude et ce genre de philosophie confiante. Cela semblait être une sorte de chose naturelle à appliquer à cet endroit [...] il (Andrew Ryan) était en quelque sorte ce mélange de personnages des livres d'Ayn Rand et d'Ayn Rand elle-même ».
Le contexte du jeu fait explicitement et directement référence au roman d'Ayn Rand, La Grève, « Atlas », qui guide Jack dans le jeu en est une référence évidente. Ce dernier reprend par ailleurs le nom du titre en version originale « Atlas Shrugged ». De plus, dans le livre se trouve la phrase « Who is John Galt? » (Qui est John Galt ?), phrase remaniée dans le jeu en « Who is Atlas? » (Qui est Atlas ?) visible sur de nombreuses affiches de propagande,.
Dans le livre et dans le jeu, une ville est créée par un homme — John Galt, dans le roman et Andrew Ryan dans BioShock — afin d'amener les grands penseurs et artistes du monde, loin des « sangsues » / « parasites »,. Pour gérer Rapture, Andrew Ryan applique l'objectivisme développé par Ayn Rand. Ainsi, le marché dans Rapture ne connait pas de restrictions,. Les conséquences de ce laissez-faire sont notamment visibles avec le Dr Steinman, un chirurgien plasticien qui défigure ses patientes, voulant les rendre comme les tableaux de Pablo Picasso. De plus, le nom d'Andrew Ryan contient l'anagramme du nom Ayn Rand. Il partage avec elle son atheisme et le fait qu'il soit également émigré russe. Dans une interview, Levine mentionne également Howard Hughes comme inspiration pour le personnage.

### Narration environnementale

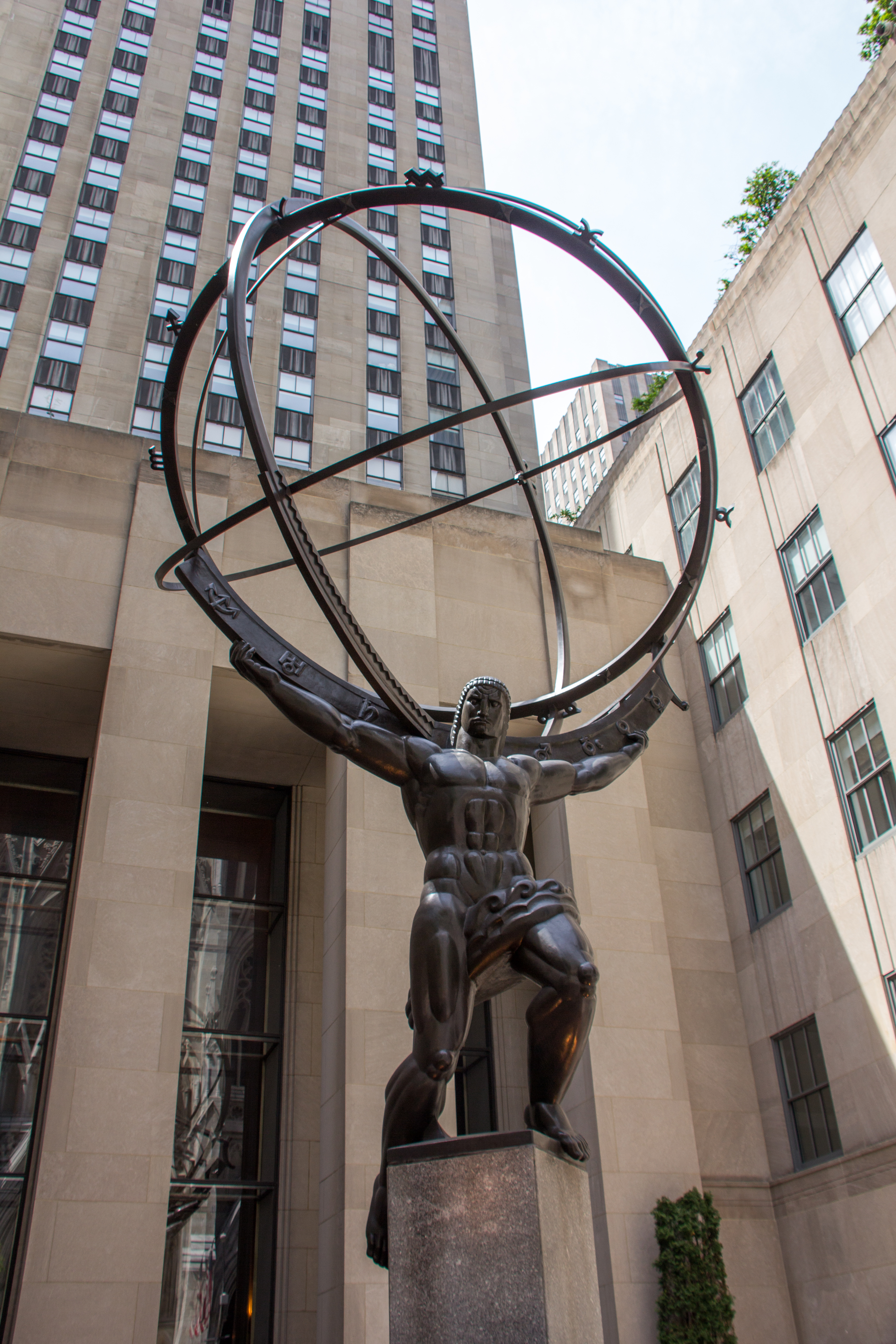
La statue d'Atlas au sein du Rockfeller Center.

Par rapport à l'absence de cinématique, Levin explique au site Gamasutra : « Quel est le but d'une cinématique ? C'est de transmettre des informations au joueur. C'est la même chose que les médias linéaires - ce n'est pas notre avantage, ce n'est pas notre force[...]Rapture a été conçu pour vendre l'histoire, et cela a été accompli grâce à la mise en scène »,. Pour mettre en lumière les personnages, il prend pour exemple le Dr Steinman : « Par ses griffonnages et ses élucubrations, et ce qu'il a fait aux gens[...] mais au moment où vous le rencontrez, il n'est plus qu'une IA qui court avec une mitrailleuse. Nous l'avons mis en place pour que le joueur s'investisse émotionnellement. »,.
Cette décision affecte l'histoire car c'est aux joueurs de fouiller pour connaitre tout les tenants et les aboutissants de la cité et de ses personnages. Levin déclare à ce sujet : « Vous devez accepter qu'ils vont peut-être en manquer la majeure partie. Ce n'est pas grave, car les personnes qui s'y engagent seront tellement passionnées car ils ont participé à cette décision »,.
Le cinéma expressionniste a inspiré le jeu. L'art Déco, qu'on peut apercevoir dans des films comme Metropolis, a servi pour bâtir Rapture. Levine s'est inspiré du Rockfeller Center situé à Manhattan dans la ville de New York pour élaborer l'architecture de la ville fictive de Rapture que le joueur explore dans BioShock,. Il reprend également de nombreux thèmes, comme la manipulation des classes défavorisées par des leaders puissants ainsi que les troubles mentaux.
Le jeu s'efforce à mettre dans sa diégèse certaines mécaniques qui sont propres au jeu vidéo à l'instar de la ressurection du personnage qui se fait grâce aux Vita-Chambers.

### Similitudes avec la sérieSystem Shock
BioShock s'inspire de System Shock et a été conçu par les anciens développeurs de la série. Levine affirme que son équipe a beaucoup réfléchi à changer radicalement de nature de jeu depuis la sortie de System Shock 2. Dans une vidéo présentée à la presse durant l'E3 2006, Levine a mis en évidence plusieurs similitudes entre les deux jeux. Plusieurs éléments du gameplay sont comparables : les plasmides de BioShock ont la même fonction que les « facultés psioniques » de System Shock 2 ; Fontaine fait penser à SHODAN ; le héros est inconnu ; le joueur doit également faire face à des engins offensifs de sécurité et a la possibilité de les détourner à son avantage ; la gestion sévère des munitions est un élément de gameplay commun aux deux jeux ; les enregistrements magnétiques audio complètent la narration à la manière des courriels des jeux System Shock. Les fantômes qui jouent devant les yeux du joueur des scènes clés et tragiques du passé sont présents dans les deux jeux, de même que l'amélioration des armes et les munitions multiples. Le joueur est également guidé par un interlocuteur radiophonique qui joue un double jeu avec le héros.